# Cabo Verde nos Jogos Olímpicos de Verão de 1996
Cabo Verde enviou 3 competidores para os Jogos Olímpicos de Verão de 1996, em Atlanta, nos Estados Unidos. A delegação não conquistou medalhas.

## Desempenho

### Atletismo
Masculino
| Atleta              | Evento              | Eliminatórias | Eliminatórias | Quartas-de-final | Quartas-de-final | Semifinais  | Semifinais  | Final       | Final       |
| Atleta              | Evento              | Tempo         | Pos.          | Tempo            | Pos.             | Tempo       | Pos.        | Tempo       | Pos.        |
| ------------------- | ------------------- | ------------- | ------------- | ---------------- | ---------------- | ----------- | ----------- | ----------- | ----------- |
| Henry Andrade       | 110 m com barreiras | DNF           | DNF           | Não avançou      | Não avançou      | Não avançou | Não avançou | Não avançou | Não avançou |
| António Carlos Piña | Maratona            |               |               |                  |                  |             |             | 2:34:13     | 94º         |

Feminino
| Atleta            | Evento | Eliminatórias | Eliminatórias | Quartas-de-final | Quartas-de-final | Semifinais  | Semifinais  | Final       | Final       |
| Atleta            | Evento | Tempo         | Pos.          | Tempo            | Pos.             | Tempo       | Pos.        | Tempo       | Pos.        |
| ----------------- | ------ | ------------- | ------------- | ---------------- | ---------------- | ----------- | ----------- | ----------- | ----------- |
| Isménia Frederico | 100 m  | 13.03         | 8º/bat.5      | Não avançou      | Não avançou      | Não avançou | Não avançou | Não avançou | Não avançou |

Legenda
| Recorde mundial      | Recorde mundial (World record)               |                       | Recorde africano                      | Recorde africano (African) |                                           | Q | Classificado por posição (Qualified) |
| Recorde olímpico     | Recorde olímpico (Olympic record)            | Recorde da América    | Recorde da América (Americas)         | q                          | Classificado por melhor tempo (Qualified) |   |                                      |
| Melhor marca do ano  | Melhor marca do ano (World leading)          | Recorde asiático      | Recorde asiático (Asian)              | DNS                        | Não largou (Did not start)                |   |                                      |
| Recorde nacional     | Recorde nacional (National record)           | Recorde europeu       | Recorde europeu (European)            | DNF                        | Não terminou (Did not finish)             |   |                                      |
| Recorde pessoal      | Recorde pessoal do atleta (Personal best)    | Recorde da Oceania    | Recorde da Oceania (Oceania)          | DSQ / DQ                   | Desclassificado (Disqualified)            |   |                                      |
| Recorde da temporada | Recorde da temporada do atleta (Season best) | Recorde sul-americano | Recorde sul-americano (South America) | NM                         | Sem marca (No mark)                       |   |                                      |